# NWA Austra-Asian Heavyweight Championship
L'NWA Austra-Asian Heavyweight Championship è stato un titolo di wrestling promosso dalla federazione australiana World Championship Wrestling, affiliata alla National Wrestling Alliance.
Il titolo fu attivo dal 1972 al 1978, quando fu disattivato con la chiusura della federazione.

## Storia
La World Championship Wrestling si affiliò alla National Wrestling Alliance nel 1969, ma in un primo periodo continuò a riconoscere come titolo massimo la versione australiana dell'IWA World Heavyweight Championship. Quando questo fu disattivato nel 1971, il territorio introdusse il suo Austra-Asian Heavyweight Championship, riconoscendo tuttavia come titolo massimo il NWA World Heavyweight Championship. 
Il titolo rimase attivo fino al 1978, quando il territorio australiano terminò le attività.

## Albo d'oro
| Legenda  |                                                                               |
| -------- | ----------------------------------------------------------------------------- |
| #        | Indica il numero del regno titolato                                           |
| Regno    | Viene indicato il numero del regno del campione                               |
| Data     | La data in cui il titolo è stato vinto                                        |
| Località | Indica il luogo in cui il titolo è stato vinto                                |
| Note     | Indica notizie particolari riguardanti i cambi di titolo o altre informazioni |

| #  | Campione           | Regno | Data              | Giorni | Località                     | Evento     | Note | Fonti |
| -- | ------------------ | ----- | ----------------- | ------ | ---------------------------- | ---------- | --- | ----- |
| 1  | Spiros Arion       | 1     | 28 aprile 1972    | 133    | Sydney, Nuovo Galles del Sud | House show | In uno spareggio per decretare il campione inaugurale, sconfiggendo Killer Karl Kox. |       |
| 2  | Bulldog Brower     | 1     | 8 settembre 1972  | 14     | Sydney, Nuovo Galles del Sud | House show | |       |
| 3  | Spiros Arion       | 2     | 22 settembre 1972 | 43     | Sydney, Nuovo Galles del Sud | House show | |       |
| 4  | Brute Bernard      | 1     | 4 novembre 1972   | 21     | Melbourne, Victoria          | House show | |       |
| 5  | Spiros Arion       | 3     | 25 novembre 1972  | --     | Sydney, Nuovo Galles del Sud | House show | |       |
| 6  | Waldo Von Erich    | 1     | dicembre 1974     | --     | Figi                         | House show | Il cambio di titolo è fittizio, in quanto l'incontro titolato non sembra essere realmente avvenuto.                                                                                              |       |
| 7  | Mario Milano       | 1     | 19 maggio 1974    | 31     | Sydney, Nuovo Galles del Sud | House show | |       |
| 8  | Ciclòn Negro       | 1     | 19 giugno 1974    | 135    | Sydney, Nuovo Galles del Sud | House show | In un tag team match in cui Ciclon Negro e Brute Bernard sconfissero Mario Milano e George Gouliovas, con Ciclon che ottenne il titolo essendo stato lui ad effettuare lo schienamento vincente. |       |
| 9  | George Gouliovas   | 1     | 1 novembre 1974   | 119    | Sydney, Nuovo Galles del Sud | House show | In un tag team match in cui Gouliovas e Mario Milano sconfissero Ciclon Negro e Lorenzo Parente, con Gouliovas che ottenne il titolo essendo stato lui ad effettuare lo schienamento vincente.   |       |
| 10 | The Great Mephisto | 1     | 28 febbraio 1975  | 7      | Sydney, Nuovo Galles del Sud | House show | |       |
| 11 | George Gouliovas   | 2     | 7 marzo 1975      | 148    | Sydney, Nuovo Galles del Sud | House show | |       |
| 12 | Moose Morowski     | 1     | 2 agosto 1975     | 41     | Melbourne, Victoria          | House show | |       |
| 13 | Skandor Akbar      | 1     | 12 settembre 1975 | 29     | Sydney, Nuovo Galles del Sud | House show | |       |
| 14 | The Great Mephisto | 2     | 11 ottobre 1975   | --     | Melbourne, Victoria          | House show | |       |
| 15 | Ron Miller         | 1     | gennaio 1976      | --     | Nuova Zelanda                | House show | Il cambio di titolo è fittizio, in quanto l'incontro titolato non sembra essere realmente avvenuto.                                                                                              |       |
| —  | Disattivato        | —     | dicembre 1978     | —      | —                            | —          | Il titolo fu disattivato con la chiusura della World Championship Wrestling. |       |